# Аткинсон, Сид
Сид Аткинсон (англ. Sidney James Montford «Sid» Atkinson; 14 марта 1901, Дурбан — 31 августа 1977, Дурбан, Наталь) — южноафриканский легкоатлет (барьерный бег, прыжок в длину), чемпион и призёр летних Олимпийских игр.

## Карьера
На летних Олимпийских играх 1924 года в Париже Аткинсон выступал в беге на 110 метров с барьерами. Он пробился в финал, где с результатом 15,0 секунд завоевал олимпийское серебро, уступив американцу Дэниэлю Кинси (15,0 с) и опередив шведа Стэна Петтерссона (15,4 с). Он был также заявлен в беге на 400 метров с барьерами и прыжках в длину, но в соревнованиях по этим видам не участвовал.
На следующей летней Олимпиаде в Амстердаме Аткинсон выступал в беге на 100 метров и беге на 110 метров с барьерами. В первом виде он пробился в четвертьфинал, где пробежал дистанцию за 11,0 секунды и выбыл из дальнейшей борьбы. В барьерном беге Аткинсон с результатом 14,8 секунды завоевал золотую медаль, опередив американцев Стива Андерсона (14,8 с) и Джона Колиера (14,9 с). На этой Олимпиаде Аткинсон был также заявлен в эстафете 4×100 метров и прыжках в длину, но в этих видах не выступал.